# Escudo de Glasgow

Escudo actual de Glasgow.

El Escudo de ciudad de Glasgow (Escocia), fue concedido el 25 de octubre de 1866, reinando Victoria del Reino Unido. La versión actual fue aprobada el 25 de marzo de 1996, cuando se sustituyó una corona abierta adornada con ocho flores del cardo de Escocia, cinco a la vista por una corona mural. Desde 1975, la corona con las flores del cardo ocupó el lugar de un yelmo puesto de frente y adornado con lambrequines. En la versión de aquel año también se modificó el color de algunos elementos.

## Descripción

### Blasonamiento
En campo de plata, un roble en su color terrasado de sinople, cargado en su siniestra de una campanilla en su color y sumado de un petirrojo de lo mismo; brochante sobre el tronco brochante un salmón acostado en su color sosteniendo en su boca un anillo con sello de oro. Por soportes, dos salmones en su color sosteniendo en su boca un anillo con sello de oro y terrasados de plata. Al timbre, una corona mural de oro sumada de un burelete de plata y sinople; por cimera un obispo con mitra en su color, puesto de frente, bendiciendo con su diestra y sosteniendo un báculo en su siniestra. Por divisa "Let Glasgow flourish" de gules, en una lista de plata.

El blasón consiste en un campo de plata (blanco) en el que se muestra un roble terrasado de sinople (situado sobre un montículo verde), con una campanilla en su siniestra (derecha del espectador) y sumado de un petirrojo (situado en su parte superior). Brochante del tronco del árbol (delante) aparece colocado un salmón acostado (tumbado) con un anillo-sello de oro (amarillo).

### Adornos exteriores
Las figuras que flanquean el escudo propiamente dicho se denominan soportes si son animales. El salmón con el anillo representado en las armas de la ciudad, ha sido la figura elegida como soporte heráldico. En el timbre se muestra una corona mural de oro surmontada de un burelete de plata y sinople (que está situada debajo pero sin llegar a tocarlo). La cimera es el adorno situado sobre el yelmo de los caballeros que también se muestra en la parte superior de algunos escudos de armas.

### Simbología
Excepto el lema, la corona mural y el burelete, todos los elementos de la heráldica de Glasgow hacen referencia a los milagros del patrón y fundador de la ciudad, el apóstol Mungo. Estos milagros están recogidos en una hagiografía semilegendaria escrita muy posteriormente, en el siglo XII, por un monje llamado Jocelyn de Furness. Conforme a este relato, Mungo devolvió la vida a un petirrojo, prendió fuego a una rama de un roble orando sobre ella, la campanilla fue regalo del papa y el salmón con un anillo en la boca refleja una leyenda de resonancias artúricas, en la que Mungo recupera un anillo que una reina había entregado imprudentemente a un soldado del que se había enamorado.
La corona mural, de origen romano, es la que suelen emplear las corporaciones municipales como emblema de su poder y autoridad. El burelete era el pedazo de tela retorcida que se colocaba alrededor de la parte superior de un yelmo. La cimera de Glasgow es la propia figura del apóstol Mungo, representado en actitud de bendecir con los atributos propios de un obispo: mitra, báculo y una túnica o hábito.
En el escudo, escrito en una cinta blanca situada en su parte inferior, también se muestra el lema de la ciudad "Let Glasgow flourish", que en inglés significa "Que Glasgow prospere". Este lema es una contracción heráldica de otro, grabado en una campana de la antigua iglesia Tron Church que fue fundida en 1631: "Lord let Glasgow flourish through the preaching of thy word and praising thy name" ("Señor, deja que Glasgow prospere por la predicación de tu palabra y la alabanza de tu nombre").